# Christina Morfova
Christina Vasileva Morfova (bulgare : Христина Василева Морфова) est une soprano bulgare, née le 24 avril 1887 à Stara Zagora et morte le 1er juin 1936 près de Pirdop. 
Elle s'est fait connaître par ses concerts à Prague, Sofia et d'autres salles d'opéra d'Europe. Membre de l'Opéra national de Sofia jusqu'en 1935, elle enseigne aussi à l'Académie nationale de musique de Sofia. Elle meurt dans un accident de la route à l'âge de 47 ans,.

## Carrière
Morfova entame des études d'économie à Prague en 1906. Peu après, elle intègre le conservatoire de Prague où elle étudie le chant auprès de Marie Pivodová. 
Elle fait ses débuts à l'opéra en 1910 en chantant La Fiancée vendue de Bedřich Smetana au Théâtre national de Brno. Après avoir étudié durant un an à Paris auprès de Jacques Isnardon, elle retourne à Sofia en 1912 pour interpréter le rôle de Marie dans la première représentation bulgare de La Fiancée vendue. Après une tournée dans les Balkans et en Russie, elle rejoint le Théâtre national de Prague en 1916, où elle joue d'abord la Reine de la Nuit dans La Flûte enchantée.
Au début des années 1920, Morfova chante également en Allemagne, en Italie, à Paris et à Londres. Elle retourne à Sofia à la fin des années 1920, puis elle intègre l'Opéra national de Sofia en 1931 et enseigne à l'Académie nationale de musique de Sofia. Elle interprète quelque 40 rôles, dont Aida, Lakme, la Reine de la Nuit, Mignon, Butterfly, Violetta et Donna Anna, ainsi que les rôles principaux de plusieurs opéras de Dvořák et de Smetana,. Sa large gamme vocale lui permet d'être à la fois soprano et mezzo-soprano.
Le 1er juin 1936, Christina Morfova trouve la mort à l'âge de 47 ans dans un accident de voiture alors qu'elle circulait avec des amis près de Pirdop, dans le centre-ouest de la Bulgarie.